# 周敏 (社会学家)

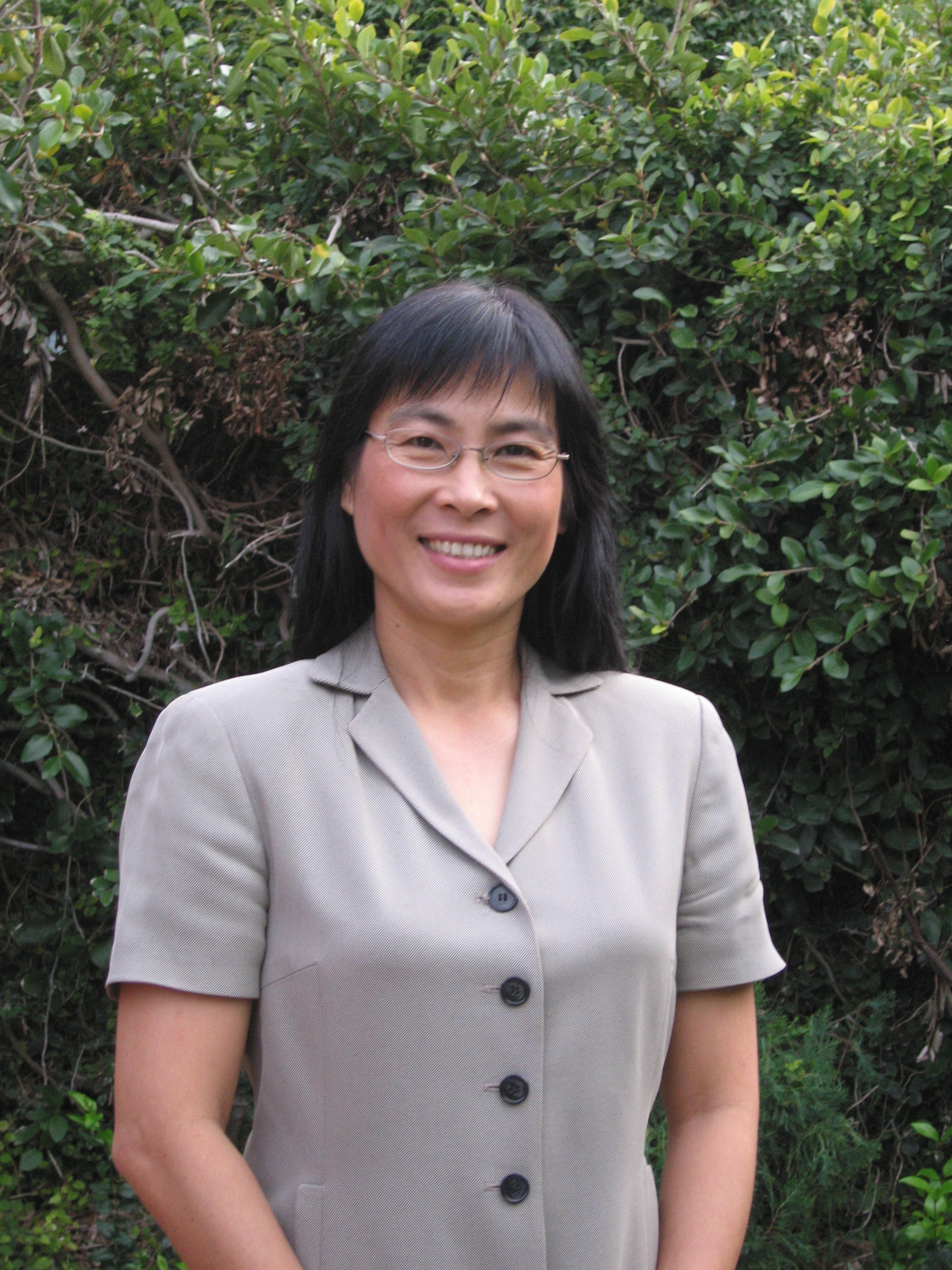
攝於2006年

周敏（1956年7月14日—）是一位美国华人社会学家。

## 生平
祖籍广东中山市。1982年获取广州中山大学英美语言文学学士学位，1989年获取紐約州立大學奧本尼分校（State University of New York at Albany）社会学博士学位。现任美国洛杉矶加州大学（UCLA）社会学系、亚裔研究学系教授、王氏美中关系与传媒讲座教授。
周敏博士的主要研究领域是移民社会学，城市社会学，民族社会学和亚裔研究学。

## 主要著作
- 《唐人街：深具社会经济潜质的华人社区》（天普大学出版社 1992 年英文版，曾获美国社会学学会 1993 年最佳学术著作荣誉奖）；
- 《唐人街》(北京商务印书馆 1995 年中文版）；
- 《在美国成长：越裔青少年如何适应美国社会》（罗素尔萨矶基金会出版社 1998 年英文版，合著；曾获美国社会学学会 1999 年最佳学术著作奖）；
- 《现代美国亚裔社会》（纽约大学出版 2000 年英文版，2007 年第二版，合编）；
- 《美国亚裔青少年文化与族裔认同》(罗特利矶出版社 2004 年英文版，合编)；
- 《当代美国华人社会的变迁》（上海三联书店出版社2006 年中文版）；
- 《当代美国华人社会：移民、种族与社区变迁》（天普大学出版社 2009 年英文版）。